# Bono Lecop
El bono Lecop (de Letras de cancelación de obligaciones provinciales) fue una serie de bonos de emergencia emitidos entre 2001 y 2002 en la Argentina mediante el Decreto 1004/01. No devenían interés, y tenían como vencimiento el 30 de septiembre de 2006.
Originalmente fueron creados por el gobierno de Fernando de la Rúa con el fin de cancelar las deudas del Estado con las provincias debido a la falta de recursos financieros. Sin embargo, debido a la fuerte crisis económica, en 2002, bajo el gobierno de Eduardo Duhalde, se realizó otra emisión de Lecop, en muchos casos para pagar sueldos y subsidios estales (como los Plan Jefes y Jefas de Hogar).
Estos bonos circulaban a la par del peso convertible y se podían usar para pagar impuestos y hacer compras. Junto con los patacones, fueron los bonos más importantes que circularon en la Argentina en la crisis del 2001-2002. Se emitieron bonos Lecop de 2, 5, 10, 20 y 50 pesos.
El decreto original autorizaba la emisión del equivalente a 1000 millones de pesos argentinos en bonos, monto que fue alterado a 3300 millones en 2002. El total de Lecop emitidas asciende a $3 271 652 900. Al 31 de diciembre de 2003, las Lecop rescatadas por el Banco de la Nación Argentina sumaron un total de $3 187 354 629.